# Veto

El presidente de los Estados Unidos, Bill Clinton, firma notas de veto en 1997.

La palabra veto procede del latín y significa literalmente '[yo] prohibo'. Se utiliza para denotar que una determinada parte tiene el derecho a parar unilateralmente una determinada pieza de legislación. Un veto, por tanto, proporciona poder ilimitado para detener cambios, pero no para adoptarlos.
En los Estados Unidos, el presidente tiene la capacidad de vetar la legislación que ha pasado por el Congreso, pero este derecho no es absoluto. Una mayoría cualificada de 2/3 de ambas cámaras puede aprobar una ley, incluso contra un veto presidencial; no obstante, si la ley propuesta tiene solamente mayoría simple, el veto del presidente es decisivo.
En el Consejo de Seguridad de la ONU, los cinco miembros permanentes (Rusia, China, Francia, Reino Unido y los Estados Unidos) tienen derecho a veto. Si alguno de estos países vota contra una propuesta, esta queda rechazada, incluso aunque el resto de miembros haya votado a favor. Este derecho se justifica en cuanto a que favorece el hecho de que no se tomen decisiones sin un consenso entre todos los integrantes del consejo. Es el llamado principio de unidad de las potencias.
Desde el siglo XVI hasta 1903, los monarcas de Francia, España y Austria (esta última en calidad de heredera del Sacro Imperio Romano Germánico) disponían del derecho de veto papal para vetar a un candidato al papado.
El concepto de veto tiene su origen en los cargos de cónsul romano y tribuno de la plebe. Había dos cónsules cada año; cualquiera de ellos podía bloquear la acción militar o civil del otro. Los tribunos tenían el poder de bloquear unilateralmente cualquier acción de un magistrado romano o de decretos aprobados por el Senado romano.

## Historia

### Veto romano

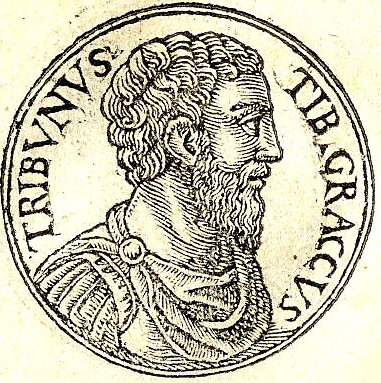
Tiberio Graco, tribuno romano

La institución del veto, conocida por los romanos como intercessio, fue adoptada por la República Romana en el siglo VI a. C. para permitir a los tribunos proteger los intereses del mandato de los plebeyos (ciudadanos comunes) de las intromisiones de los patricios, que dominaban el Senado. El veto de un tribuno no impedía que el senado aprobara un proyecto de ley, pero significaba que se le negaba fuerza de ley. Los tribunos también podían utilizar el veto para impedir que un proyecto de ley se presentara ante la asamblea plebeya. Los cónsules también tenían poder de veto, ya que la toma de decisiones generalmente requería el consentimiento de ambos cónsules. Si no estaban de acuerdo, cualquiera de ellos podía invocar la intercessio para bloquear la acción del otro. El veto era un componente esencial de la concepción romana del poder que se ejercía no solo para gestionar los asuntos del Estado, sino para moderar y restringir el poder de los altos funcionarios e instituciones del Estado.
Un uso notable del veto romano se produjo en la reforma agraria de los hermanos Graco, encabezada inicialmente por el tribuno Tiberio Graco en el año 133 a. C. Cuando el tribuno compañero de Graco Marco Octavio vetó la reforma, la Asamblea votó para destituirlo bajo la teoría de que un tribuno debe representar los intereses de los plebeyos. Más tarde, los senadores indignados por la reforma asesinaron a Graco y a varios de sus partidarios, desencadenando un periodo de violencia política interna en Roma.

### Liberum veto
En la constitución de la Mancomunidad polaco-lituana de los siglos XVII y XVIII, todos los proyectos de ley debían ser aprobados por el Sejm o "Seimas" (parlamento) por unanimidad, y si algún legislador invocaba el liberum veto, esto no solo vetaría ese proyecto de ley sino también toda la legislación anterior aprobada durante la sesión, y disolvía la propia sesión legislativa. El concepto se originó en la idea de la "democracia polaca", ya que cualquier polaco de extracción noble era considerado tan bueno como cualquier otro, sin importar lo baja o alta que fuera su condición material. El uso cada vez más frecuente de este poder de veto paralizó el poder de la legislatura y, combinado con una serie de débiles reyes testaferros, condujo finalmente a las particiones y a la disolución del Estado polaco a finales del siglo XVIII.

### Surgimiento de los vetos modernos

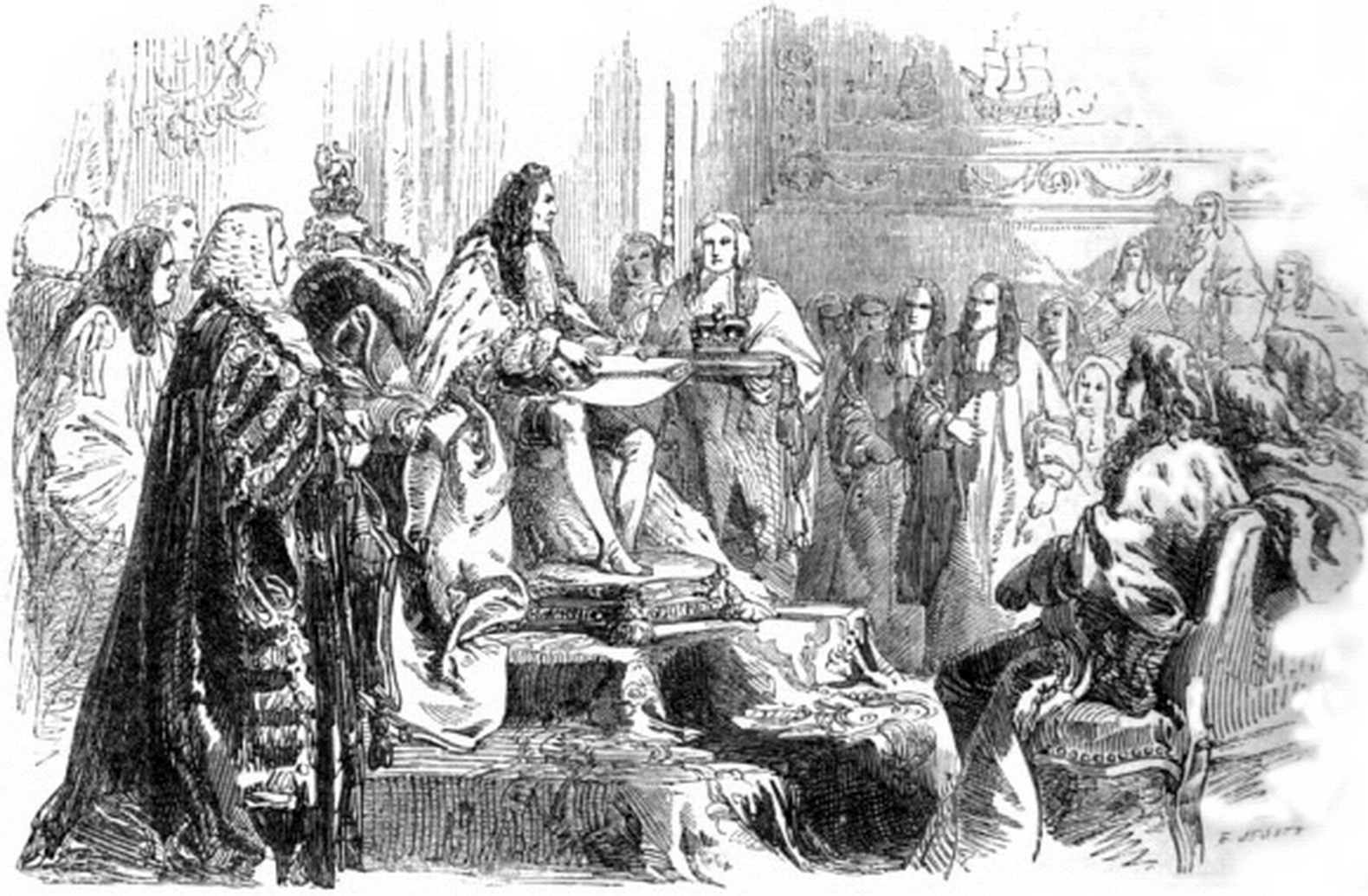
Guillermo III de Inglaterra concediendo el asentimiento real a la Ley de Tolerancia de 1688.

El veto ejecutivo moderno deriva de la institución europea del asentimiento real, en la que se requería el consentimiento del monarca para que los proyectos de ley se convirtieran en ley. Esto, a su vez, había evolucionado a partir de sistemas reales anteriores en los que las leyes eran simplemente emitidas por el monarca, como ocurrió, por ejemplo, en Inglaterra hasta el reinado de Eduardo III en el siglo XIV. En la propia Inglaterra, el poder del monarca para negar el asentimiento real no se utilizó después de 1708, pero se utilizó ampliamente en las colonias británicas. El fuerte uso de este poder fue mencionado en la Declaración de Independencia de los Estados Unidos en 1776.
Tras la Revolución Francesa de 1789, el veto real fue objeto de acalorados debates, y se presentaron cientos de propuestas de diferentes versiones del veto real, como absoluto, suspensivo o inexistente. Con la adopción de la Constitución francesa de 1791, el Rey Luis XVI perdió su veto absoluto y adquirió la facultad de emitir un veto suspensivo que podía ser anulado por una mayoría de votos en dos sesiones sucesivas de la Asamblea Legislativa, lo que llevaría de cuatro a seis años. Con la abolición de la monarquía en 1792, la cuestión del veto real francés pasó a ser discutible.
El veto presidencial fue concebido por los republicanos en los siglos XVIII y XIX como una herramienta contramayoritaria, limitando el poder de una mayoría legislativa. Sin embargo, algunos pensadores republicanos, como Thomas Jefferson, abogaban por eliminar por completo el poder de veto por ser una reliquia de la monarquía. Para evitar dar al presidente demasiado poder, la mayoría de los primeros vetos presidenciales, como el poder de veto en Estados Unidos, eran vetos cualificados que el poder legislativo podía anular. Pero no siempre fue así: la constitución chilena de 1833, por ejemplo, otorgaba al presidente de ese país un veto absoluto.

## Tipos
La mayoría de los vetos modernos tienen como objetivo controlar el poder del gobierno, o de una rama del gobierno, más comúnmente la rama legislativa. Así, en los gobiernos con separación de poderes, los vetos pueden clasificarse según la rama del gobierno que los promulga: veto ejecutivo, veto legislativo o veto judicial.
Sin embargo, otros tipos de poder de veto han salvaguardado otros intereses. La negación del asentimiento real por parte de los gobernadores en las colonias británicas, que continuó mucho después de que la práctica hubiera terminado en la propia Gran Bretaña, sirvió como control de un nivel de gobierno contra otro. El veto también puede utilizarse para salvaguardar los intereses de determinados grupos dentro de un país. El poder de veto de los antiguos tribunos romanos protegía los intereses de una clase social (los plebeyos) frente a otra (los patricios). En la transición del apartheid, se propuso un "veto blanco" para proteger los intereses de los sudafricanos blancos, pero no se aprobó. Más recientemente, se han propuesto vetos indígenas a proyectos industriales en tierras indígenas tras la Declaración sobre los Derechos de los Pueblos Indígenas de 2007, que exige el "consentimiento libre, previo e informado" de las comunidades indígenas a proyectos de desarrollo o de extracción de recursos en sus tierras. Sin embargo, muchos gobiernos se han mostrado reacios a permitir ese veto.
Los vetos pueden clasificarse en función de si el órgano vetado puede anularlos y, en ese caso, cómo. Un veto absoluto no puede ser anulado en absoluto. Un veto cualificado puede ser anulado por una supermayoría, como dos tercios o tres quintos. Un veto suspensivo, también llamado veto suspensivo, puede ser anulado por una mayoría simple, y por lo tanto solo sirve para retrasar la entrada en vigor de la ley.

### Tipos de vetos ejecutivos
Un veto global, también llamado "veto en bloque" o "veto total", veta un acto legislativo en su conjunto. El veto parcial, también llamado veto de línea, permite al ejecutivo objetar solo alguna parte específica de la ley, permitiendo que el resto se mantenga. Un ejecutivo con un veto parcial tiene una posición negociadora más fuerte que un ejecutivo con un poder de veto global.
Un veto enmendado o una observación enmendada devuelve la legislación al poder legislativo con propuestas de enmienda, que el poder legislativo puede adoptar o anular. El efecto de la inacción legislativa puede variar: en algunos sistemas, si la legislatura no hace nada, el proyecto vetado fracasa, mientras que en otros, el proyecto vetado se convierte en ley. Dado que el veto modificativo otorga al ejecutivo un papel más importante en el proceso legislativo, suele considerarse como un indicador de un poder de veto especialmente fuerte.
Algunos poderes de veto se limitan a cuestiones presupuestarias (como los vetos por partidas en algunos estados de EE. UU., o el veto financiero en Nueva Zelanda). Otros poderes de veto (como en Finlandia) solo se aplican a asuntos no presupuestarios; algunos (como en Sudáfrica) solo se aplican a asuntos constitucionales. Un poder de veto que no está limitado de esta manera se conoce como "veto político".
Un tipo de veto presupuestario, el veto de reducción, que se encuentra en varios estados de EE. UU., confiere al ejecutivo la autoridad para reducir las asignaciones presupuestarias que ha hecho la legislatura. Cuando un ejecutivo recibe varios poderes de veto diferentes, los procedimientos para anularlos pueden variar. Por ejemplo, en el estado estadounidense de Illinois, si el poder legislativo no toma ninguna medida sobre un veto de reducción, la reducción simplemente se convierte en ley, mientras que si el poder legislativo no toma ninguna medida sobre un veto de enmienda, el proyecto de ley muere.
Un veto de bolsillo es un veto que entra en vigor por el simple hecho de que el ejecutivo o el jefe de Estado no toman ninguna medida. En Estados Unidos, el veto de bolsillo solo puede ejercerse cerca del final de una sesión legislativa; si el plazo para la acción presidencial pasa durante la sesión legislativa, el proyecto de ley simplemente se convertirá en ley. El poder legislativo no puede anular un veto de bolsillo.
Algunos poderes de veto están limitados en su objeto. El veto constitucional solo permite al ejecutivo vetar proyectos de ley que sean inconstitucionales; en cambio, el "veto político" puede utilizarse siempre que el ejecutivo no esté de acuerdo con el proyecto de ley por motivos políticos. Entre los presidentes con veto constitucional se encuentran los de Benín y Sudáfrica.

### Veto legislativo
Un veto legislativo es un poder de veto ejercido por un órgano legislativo. Puede ser un veto ejercido por el poder legislativo contra una acción del poder ejecutivo, como en el caso del veto legislativo en los Estados Unidos, que se encuentra en 28 estados norteamericanos. También puede ser un poder de veto ejercido por una cámara de una legislatura bicameral contra otra, como el que tenían antiguamente los miembros del Senado de Fiyi designados por el Gran Consejo de Jefes.

### Veto sobre candidatos
En ciertos sistemas políticos, un órgano particular puede ejercer un veto sobre los candidatos a un cargo electo. Este tipo de veto también puede denominarse con el término más amplio de "veto".
Históricamente, algunos monarcas católicos europeos podían vetar a los candidatos al papado, un poder conocido como el jus exclusivae. Este poder fue utilizado por última vez en 1903 por Francisco José I de Austria.
En Irán, el Consejo de Guardianes tiene el poder de aprobar o desaprobar candidatos, además de su poder de veto sobre la legislación.
En China, tras una victoria aplastante a favor de la democracia en las elecciones locales de Hong Kong de 2019, en 2021 el Congreso Nacional del Pueblo aprobó una ley que otorgaba al Comité de Revisión de la Elegibilidad de los Candidatos, nombrado por el Jefe del Ejecutivo de Hong Kong, el poder de vetar a los candidatos al Consejo Legislativo de Hong Kong.

## Veto en el sistema político de Guatemala
Es el acto mediante el cual el Organismo Ejecutivo devuelve al Congreso de la República la ley que le ha sido enviada para su sanción y promulgación con las observaciones, de forma o de fondo, que estime procedentes, en ejercicio de su derecho de veto. La devolución deberá hacerla dentro de los quince días siguientes de haber recibido el decreto, previo acuerdo tomado en Consejo de Ministros. (Ver artículo 178 de la Constitución de la República de Guatemala).
El derecho de veto en la legislación guatemalteca no es absoluto, ya que el Congreso de la República en ejercicio de la primacía legislativa, con el voto favorable de las dos terceras partes, lo puede rechazar y el Ejecutivo deberá,  sancionar y promulgar el decreto. Si no fuese el caso, lo hará la Junta Directiva del Congreso de la República.

## Derecho de veto en México
El veto en México buscó en la Constitución de 1917 fortalecer la figura del presidente de la República, pero su interpretación, mientras no se modifique la Constitución actual, es difícil porque el veto es una parte del proceso legislativo, y el veto concluye cuando el Ejecutivo promulga o publica un proyecto de ley o decreto que le envía el Congreso de la Unión, y de acuerdo con el artículo 72 constitucional el presidente no veta leyes o decretos, simplemente objeta proyectos.

## Derecho de veto en El Salvador
Es la facultad que tiene el presidente de la República de vetar o detener el proceso de formación de ley, cuando considera inconveniente o inconstitucional algún decreto legislativo. 
En tal sentido, lo devolverá a la Asamblea Legislativa dentro de los ocho días hábiles siguientes al de su recibo, puntualizando las razones en que se fundamenta el veto. La Asamblea Legislativa reconsiderará el proyecto y solo podrá ratificarlo con los dos tercios de los votos de los diputados, como mínimo; en tal circunstancia, el presidente de la República deberá sancionarlo y mandarlo a publicar. 
Sin prejuicio de lo anterior, cuando el presidente de la República considere que el decreto ratificado por la Asamblea es inconstitucional, deberá “dirigirse a la Corte Suprema de Justicia dentro del tercer día hábil, para que ésta oyendo las razones de ambos, decida si es o no constitucional, a más tardar dentro de quince días hábiles. Si la Corte decidiere que el proyecto es constitucional, el Presidente de la República estará en la obligación de sancionarlo y publicarlo como ley” (Art. 138 Cn.).

## Veto en la Constitución de Chile
La Constitución de 1980 permite al presidente vetar un proyecto aprobado por el Congreso Nacional, formulando observaciones aditivas (si desea agregar algo), sustitutivas (modificar) o supresivas (eliminar algo). El proyecto vuelve al Congreso, pero si los 2/3 de cada cámara están de acuerdo, la ley se aprueba definitivamente.

## Veto en la constitución de Venezuela
El presidente debe promulgar la ley dentro de los diez días siguientes a aquel en que la haya recibido. Dentro de ese lapso podrá, en acuerdo con el Consejo de Ministros, solicitar a la Asamblea Nacional, mediante exposición razonada, que modifique alguna de las disposiciones de la ley o levante la sanción a toda la ley o a parte de ella. La Asamblea Nacional decidirá acerca de los aspectos planteados por el presidente, por mayoría absoluta de los diputados o diputadas presentes y le remitirá la ley para la promulgación. El presidente debe proceder a promulgar la ley dentro de los cinco días siguientes a su recibo, sin poder formular nuevas observaciones. Cuando el presidente considere que la ley o alguno de sus artículos es inconstitucional podrá solicitar el pronunciamiento de la Sala Constitucional del Tribunal Supremo de Justicia, en el lapso de diez días que tiene para promulgar la misma. El Tribunal Supremo de Justicia decidirá en el término de quince días contados desde el recibo de la comunicación del Presidente. Si el Tribunal negare la inconstitucionalidad invocada o no decidiere en el lapso anterior, el presidente promulgará la ley dentro de los cinco días siguientes a la decisión del Tribunal o al vencimiento de dicho lapso de acuerdo con el artículo 214 de la Constitución.